# Ștefania Mărăcineanu
Pour les articles homonymes, voir Mărăcineanu.
Ștefania Mărăcineanu, née le 18 juin 1882 et morte le 15 août 1944, est une physicienne roumaine. Elle a travaillé avec Marie Curie pour étudier le polonium. Elle a fait des propositions qui conduiront au prix Nobel d'Irène Joliot-Curie. Mărăcineanu croyait que Joliot-Curie avait utilisé son travail sur la radioactivité induite pour gagner le prix.

## Biographie
Ștefania Mărăcineanu est née à Bucarest, fille de Sebastian Mărăcineanu et de Sevastia, tous deux alors âgés de 20 ans. On ne sait pas grand-chose de sa vie personnelle. Elle étudie à l'École centrale pour filles dans sa ville natale. En 1907, elle s'inscrit à l'Université de Bucarest, obtenant son diplôme en sciences physiques et chimiques en 1910. Sa thèse de fin d'études, intitulée « L'interférence de la lumière et son application à la mesure de la longueur d'onde », lui a valu un prix de 300 lei. Après avoir obtenu son diplôme, elle enseigne dans les lycées de Bucarest, Ploiești, Iași et Câmpulung. En 1915, elle obtint un poste d'enseignante à l'École centrale pour filles de Bucarest, poste qu'elle occupe jusqu'en 1940.

### Travaux sur la radioactivité

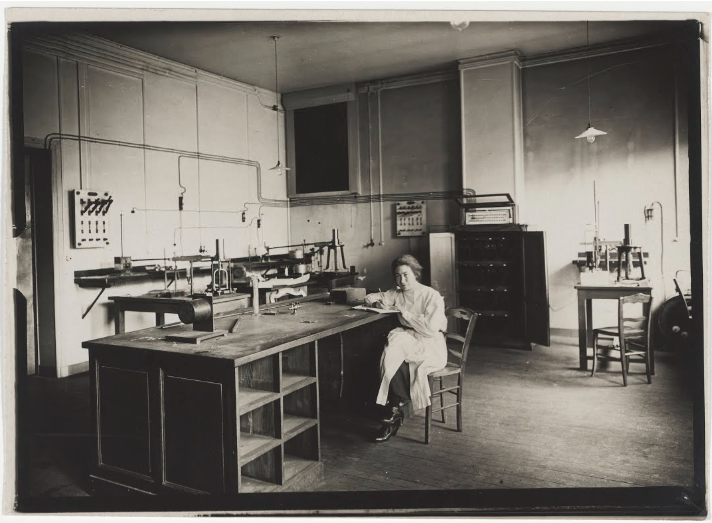
Ștefania Mărăcineanu dans le laboratoire Curie en 1922.

Après la Première Guerre mondiale, avec le soutien de Constantin Kirițescu, Mărăcineanu obtient une bourse qui lui permet de se rendre à Paris pour poursuivre ses études. En 1919, elle suit un cours sur la radioactivité à la Sorbonne avec Marie Curie. Par la suite, elle poursuit ses recherches avec Curie à l'Institut du radium jusqu'en 1926. Elle obtient son doctorat de l'Institut du Radium ; sa thèse (publiée en 1924) est lue à la séance de l'Académie française du 23 juin 1923 par Georges Urbain. À l'Institut, Mărăcineanu étudie la demi-vie du polonium et conçoit des méthodes de mesure de la désintégration alpha. Ce travail l'amène à croire que des isotopes radioactifs pouvaient se former à partir d'atomes à la suite d'une exposition aux rayons alpha du polonium, une observation qui conduira Joliot-Curie au prix Nobel en 1935.
En 1935, Frédéric et Irène Joliot-Curie remportent le Prix Nobel de physique pour la découverte de la radioactivité artificielle, bien que toutes les données montrent que Mărăcineanu est la première à le faire. En effet, Ștefania Mărăcineanu exprime son désarroi face au fait qu'Irène Joliot-Curie ait utilisé une grande partie de ses observations de travail concernant la radioactivité artificielle, sans le mentionner. Mărăcineanu affirme publiquement avoir découvert la radioactivité artificielle au cours de ses années de recherche à Paris, comme en témoigne sa thèse de doctorat, présentée plus de 10 ans plus tôt. Dans le livre A devotion to their science: Pioneer women of radioactivity, il est mentionné que « Mărăcineanu écrivit à Lise Meitner en 1936, exprimant sa déception qu'Irène Joliot-Curie, à son insu, ait utilisé une grande partie de son travail, notamment celui lié à la radioactivité artificielle ».
Mărăcineanu étudie également la possibilité que la lumière du soleil induise de la radioactivité avec l'astronome français Henri Deslandres ; travaux contestés par d'autres chercheurs. Néanmoins, un article de 1927 du Geraldton Guardian remarque : « Le radium moins cher est annoncé dans une communication à l'Académie française des sciences par une jeune scientifique, Mlle Maricaneanu [sic], qui [...] au moyen de longues expériences de laboratoire, a pu démontrer que le plomb exposé longtemps au soleil récupère ses propriétés radioactives. Le mécanisme de cette transformation [...] est un mystère complet, mais il est considéré comme d'une telle importance pour la science médicale que d'autres travaux de recherche approfondis doivent être poursuivis ».
Mărăcineanu continue de travailler à l'Observatoire de Paris jusqu'en 1929, après quoi elle retourne en Roumanie et commence à enseigner à l'Université de Bucarest. Elle réalise des expériences sur le lien entre la radioactivité et les précipitations, et les précipitations avec les tremblements de terre.
Le 29 novembre 1935, Nicolae Vasilescu-Karpen donne une conférence à l'Académie des sciences de Roumanie sur La radioactivité artificielle et les travaux roumains dans ce domaine, qui contient des allusions claires aux recherches de Mărăcineanu effectuées les années précédentes. Le 24 juin 1936, elle demande à l'Académie des sciences de reconnaître la priorité de ses travaux. Sa demande est acceptée et le 21 décembre 1937, elle est élue membre correspondant de l'Académie roumaine des sciences, section physique. En 1937, elle est nommée directrice de la recherche par l'Académie et, en 1941, elle est promue professeure associée.

### Fin de vie
Mărăcineanu se retrouve à la retraite d'office à l'âge de 60 ans, en 1942. Elle meurt en 1944 d'un cancer, apparemment dû à une irradiation,. Selon certaines sources, elle est enterrée au cimetière Bellu à Bucarest, bien que d'autres sources ne soient pas d'accord sur ce point,.

## Hommages
En juin 2022, un Google Doodle lui rend hommage.